# 雲起遊戲
雲起遊戲代理有限公司（Run Up Game Distribution Limited），簡稱雲起遊戲，於2002年成立，主要業務為營運線上遊戲以及代理銷售其相關產品。
雲起遊戲紮根於香港，乃香港少數的本土遊戲代理公司之一，直至近年積極於開拓海外的遊戲市場，業務已經拓展至亞洲多個地區，而且更先後於上海、深圳、台灣、馬來西亞及新加坡等地開設分公司。
雲起遊戲代理有限公司於2006年開始進軍線上遊戲研發業務，從基本的遊戲概念、系統策劃、甚至人物設定等皆主動參與，終於在2007年12月成功將第一個著手參與研發的作品《幻想學園Online》打進港澳市場，並計劃將遊戲推廣到台灣及中國大陸等地。

## 分公司[4]
- 在新加坡設立公司，並架設《墨湘Online》專屬伺服器。新加坡《墨湘Online》已於4月18日展開公測，並開放Hydra伺服器。

- 進軍至亞洲市場第三迴 ─ 馬來西亞與新加坡市場，宣佈正式成立馬來西亞子公司。同時，「雲起」將人氣之作《墨香Online》帶到星馬地區，官方網站亦正式開放，並以中英文雙語版面世。

- 於2006年5月26日宣佈正式成立台灣分公司，同時取得《墨湘Online》台灣地區代理權，並會以《墨湘Online》為重點宣傳之遊戲，進軍台灣市場。

- 在2010年9月15日正式營運線上遊戲《瞳光Online》，邀請知名藝人蕭亞軒代言。

## 外部連結
- 香港雲起官網
- 中國（深圳）雲起官網
- 台灣雲起官網
- 馬來西亞雲起官網